# Ivica Boban
Ivica Boban (Zagreb, 1942.) je hrvatska kazališna redateljica.

## Životopis
Godine 1962. završila je školu za ritmiku i ples, a 1965. godine diplomirala glumu na Akademiji dramske umjetnosti. Stručno se usavršavala u Moskvi (koreografija i glumačka pedagogija) i tadašnjem Lenjingradu. Na početku karijere djeluje kao koreografkinja, suredateljica i suradnica za pantomimu i scenski pokret u osamdesetak predstava u kazalištima i na festivalima širom Hrvatske.
Osnivačica je, umjetnička voditeljica i redateljica Kazališne radionice Pozdrav, koja je od 1973. odigrala više od 600 predstava (Pozdravi, Povratak Arlechina, Play Čehov, Play Držić), gostujući na pedesetak festivala u 13 zemalja Europe, te Srednje i Južne Amerike. 
Autorica je pedesetak konceptualnih događanja, a osim kazališnih predstava režirala je i svečana otvorenja Dubrovačkih ljetnih igara i Univerzijade u Zagrebu (1987.). 
Režirala je u kazalištima i na festivalima u Zagrebu, Dubrovniku, Splitu, Rijeci i Varaždinu. Među njena važnija redateljska ostvarenja (izvan Pozdrava) spadaju postave Euripidove Medeje, Sofoklove Antigone, Fabrieve Smrti Vronskog, Millerova komada Hamletmachine, te Ibsenove Nore i Držićeve Hekube (na Dubrovačkim ljetnim igrama i u ZKM-u) te projekta Alma Malher u Teatru ITD. Na početku 21. stoljeća često režira i u HNK Zagreb (Ivan Vidić: Octopussy, Horace McCoy: I konje ubijaju, zar ne?, te vlastiti tekst Zagorka o životu Marije Jurić Zagorke). 
Redovita je profesorica na Akademiji dramske umjetnosti i gošća profesorica na New York University - Tisch School of Arts. Članica je Europskog udruženja instituta i akademija umjetnosti ELIA, a predavala je i vodila seminare na kazališnim akademijama, školama i festivalima u zemlji i inozemstvu, prije svega na temu metodologije procesa kazališnog, a posebno glumačkog stvaranja. 
Dobitnica je brojnih nagrada i priznanja.

## Vanjske poveznice
- Biografija